# Ángel turiferario (Zurbarán)
Ángel turiferario es el tema de dos lienzos de Francisco de Zurbarán, que constan con la referencias n º.130 y n º.131 en el catálogo razonado realizado por Odile Delenda, especialista en este pintor.

## Introducción
La palabra turiferario se aplica al acólito que porta el incienso durante una celebración litúrgica. En las cartujas, el sagrario no se sitúa en el retablo del altar mayor, sino en una capilla detrás de él, a la que se accede por un pasillo. En 1792, Ponz reseñó estos dos ángeles en las puertas que comunicaban el retablo con el sagrario pero, dada su iconografía, parece más lógico que estuvieran al final, junto al Santísimo.

## Análisis de las obras

#### Datos técnicos y registrales
- Museo de Cádiz; (Inv. n °.75 y n °.76);[3]
- Pintura al óleo sobre tabla;
- Dimensiones: 122 x 66 cm;
- Datación: ca. 1638-1639 (1637-1639, según el Museo);
- Constan con el n º.130 y el n º.262 —pieza de la izquierda— y el n º.131 n º.267 —pieza de la derecha— en los catálogos de O. Delenda y de T. Frati, respectivamente.[4]
- Restaurados por M. López Gil en 1964 y por José Antonio Buces y por Paloma Renard del I.P.H.E. (Madrid) en 1994-1996.[5]

## Descripción de las obras

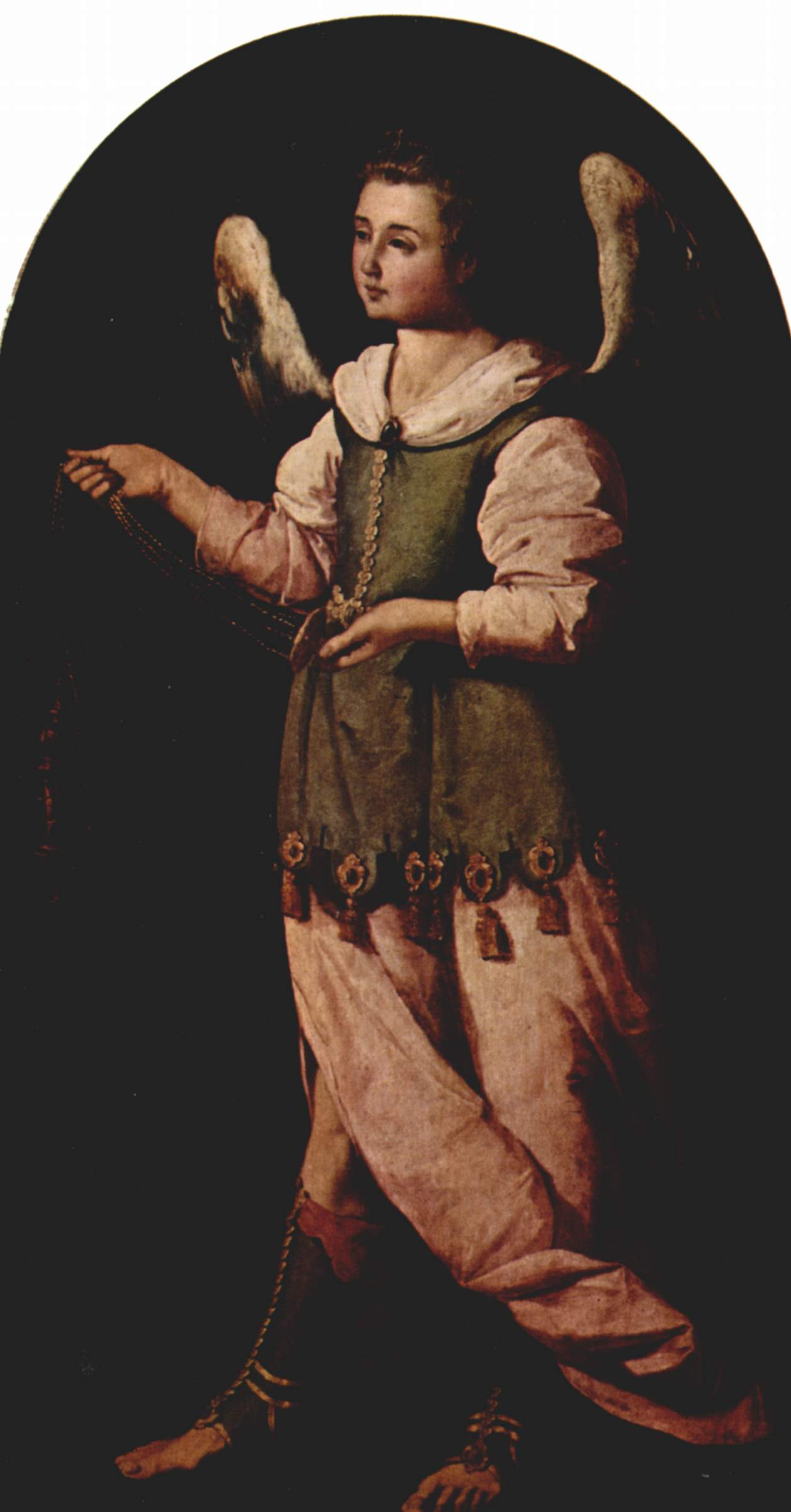
Ángel situado en el lado derecho.

Para desempeñar su función durante la liturgia, los turiferarios deben mover suavemente los incensarios. Zurbarán no supo o no quiso representar este movimiento, de forma que ambos turíbulos cuelgan verticalmente, como pesados objetos metálicos. El estatismo de las figuras —adecuado al espacio que ocupaban— seguramente sugería a los cartujos una antesala hacia el Cielo.
Estas figuras son de las más bellas de Zurbarán, pero en ambas se nota la intervención del taller, sobre todo en los pies. Los del de la izquierda son algo desproporcionados, y los del de la derecha son simple obra de taller. Ambos ángeles tienen el pelo rubio y rizado, portan el incensario en su mano derecha, y su apariencia es algo andrógina y muy juvenil. Su vestimenta femenina encaja con una descripción hecha por Gabriel Henao, aunque tal vez el pintor no conociera dicho escrito.

##### Ángel del lado izquierdo
La figura está representada de perfil, con el rostro algo vuelto hacia el espectador. Lleva un vestido amarillo tornasolado, con mangas anchas, y una casaca de color malva-rosado, con un cinturón de oro y piedras preciosas, cerrado con un broche. La falda está levantada y mantenida a mitad de la pierna derecha por un botón de cristal. Calza coturnos azul oscuro, con adornos dorados. Una muselina en el cuello realza su bello rostro, con ojos medio cerrados. Las alas están pintadas con gran refinamiento de color.

##### Ángel del lado derecho
La figura —algo más estática que la otra— está vuelta hacia el espectador. En sus cabellos lleva una ligera diadema. Viste una larga túnica rosa pálido tornasolado, con amplias mangas, apretadas en las muñecas. Encima lleva otro vestido de color verde, sin mangas, con pedrerías en el pecho, terminado en festones decorados con joyas y pasamanería. Calza coturnos verdes, con reveses rojo-anaranjado. Una muselina en el cuello, con una joya, enmarca su rostro, de dulce expresión pensativa.

## Procedencia
1. Cartuja de Jerez de la Frontera, pasillo del Sagrario, uno a la derecha y otro a la izquierda;
2. Madrid, depósito del Rosario, 1810-1813, n° 39 o 40;
3. Madrid,Real Academia de Bellas Artes de San Fernando, 1813-1820;
4. Jerez de la Frontera, Cartuja, 1820-1835;
5. Entraron en el museo de Cádiz en 1835-1836.[10]